# Cenxi
Cenxi léase Dcen-Si (en chino, 岑溪市; pinyin, Cénxī  shì) es un municipio bajo la administración directa de la Prefectura Wuzhou en la Región autónoma de Guangxi, República Popular China. Su área es de 2770 km² y su población total para 2020 superó los 700 mil habitantes.

## Administración
El condado de Cenxi se divide en 14 pueblos que se administran poblados.